# Sismógrafo de torção de Wood-Anderson

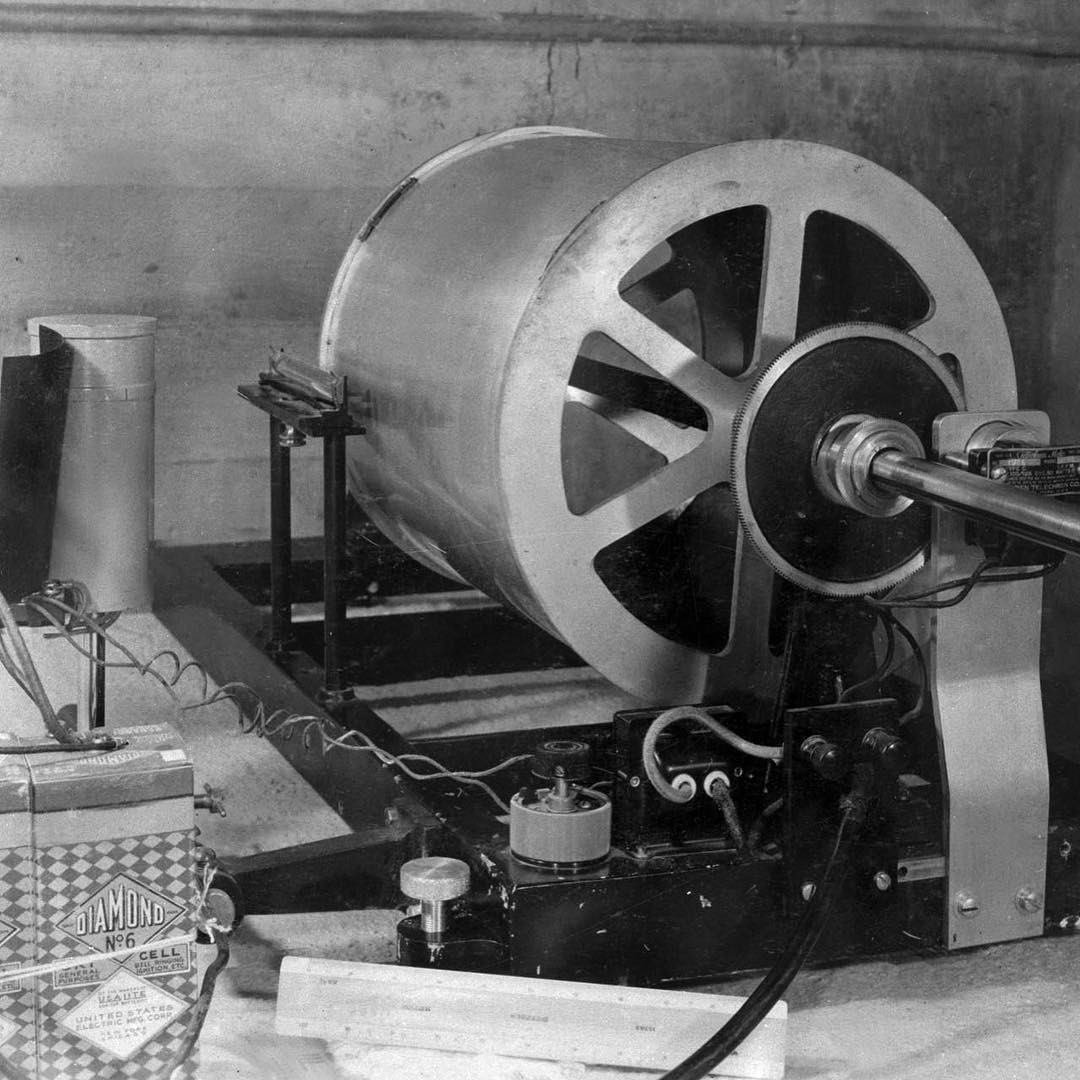
Registrador do sismógrafo de torção de Wood-Anderson, equipado com motor síncrono de corrente alternada que gira o tambor a uma velocidade constante de 1 mm por segundo. Foto do Bureau of Reclamation. Licença: CC BY-SA 2.0.

Sismómetro de torção Wood-Anderson foi um tipo de sismógrafo desenvolvido pelos sismologista californianos Harry O. Wood e John A. Anderson para registar os sismos de pequena magnitude e curto período comuns no sul da Califórnia. Para reduzir o atrito, e assim aumentar a sensibilidade do aparelho, em vez de recorrer a um pêndulo, o movimento gerado quando o aparelho é agitado resulta da rotação de uma pequena massa inercial de cobre fixa a um fino fio metálico sob grande tensão. Para evitar qualquer contacto físico com a massa inercial, o registo era feito em papel fotográfico por um feixe de luz reflectido de um espelho fixo à massa. O amortecimento era feito por ímãs.
O sismógrafo de torção de Wood-Anderson foi fundamental no avanço da sismologia ao permitir a medição precisa de movimentos do solo causados por terremotos. Sua alta sensibilidade ajudou a caracterizar melhor os eventos sísmicos de magnitude moderada, contribuindo para a compreensão dos processos tectônicos e da dinâmica das falhas geológicas.